# Ocucaje (distrito de Ica)
Ocucaje  é um dos quatorze distritos que formam a Província de Ica, sob a administração do  Governo Regional de Ica, no Peru. Limitado a norte, leste, sul e sudoeste pelo  Distrito de Santiago; e a oeste pelo Oceano Pacífico.

## História
O Distrito de Ocucaje foi criado pela Lei n º 23.833 de 18 de maio de 1984, durante o governo de Fernando Belaúnde Terry como presidente da república.  O desenvolvimento sócio-econômico de Ocucaje é baseado ultimamente na agricultura e turismo, que está em franca ascensão.

## Geografia
Está localizado na parte sul da província de Ica, localizada a uma distância de cerca de 28-29 km da cidade de Ica, e está localizado a uma altitude de 325 metros acima do nível do mar, com uma latitude sul de 14 ° 20 '45 "de longitude oeste e 75 ° 40'00 "
As aldeias que compõem este distrito são 13: Barrio Nuevo, San Jose de Pinilla, San Felipe Cordova, Tres Esquinas, Callango, Chacaltana Pampa, El Tambo, Paraya, Cerro Blanco, La Capilla, San Martin de Porras.
Ocucaje tem uma área de 1.417,12 km2, que representa 6,64 % da superfície com relação ao Departamento de Ica, que é 21327,83 km2 e 17,95% da superfície em relação à província de Ica, com 7894,05 km2.
O Distrito de Ocucaje tem 3.809 habitantes, com 1.219 habitantes na área urbana representa 32% e 2.590 habitantes das zonas rurais, o que representa 68% uma taxa de crescimento inter-censo de 1,3%. A análise mostra que há no Distrito de Ocucaje 2.019 homens que representam 53% da população e 1.790 mulheres , representando 47%.
O rio que banha o distrito é o Rio Ica.

## Atrações Turísticas
Nos últimos 10 anos, o distrito de Ocucaje ampliou sua atuação no turismo, destacando entre suas atrações, a Bodega " Vineyard Ocucaje ", onde existem pipas de carvalho velhos e volumosos, as sua belas praias , como " Punta Lomitas, " O Farol ", Yerba", "The Little Hell" etc.
Também é uma grande atração grande o "Cemitério Paleontlológico ", que é considerado o maior do mundo.
Ocucaje é um grande produtor de feijão, grão de bico, feijão, milho e abóbora, frutas como uvas, mangas, figos, tâmaras, melancias, Ingás, romãs, etc Existem várias vinícolas artesanais que produzem excelente pisco e vinho.
Pela fama na alta qualidade de seus grãos, Ocucaje é conhecida como "a capital mundial do guisado".
Em Ocucaje também foram descobertos fósseis de animais como baleias, tubarões, tartarugas, focas, etc. Entre 9 e 11 de Abril 2008, foi descoberto na colina mais alta um petroglifo com um condor e três figuras da época da cultura Paracas.

## Transporte
O distrito de Ocucaje é servido pela seguinte rodovia:
- IC-108, que liga o distrito à cidade de Santiago
- PE-1S, que liga o distrito de Lima (Província de Lima à cidade de Tacna (Região de Tacna - Posto La Concordia (Fronteira Chile-Peru) - e a rodovia chilena Ruta CH-5 (Rodovia Pan-Americana) [1][2][3]